# Печетто-Торинезе
Печетто-Торинезе (італ. Pecetto Torinese, п'єм. Psè) — муніципалітет в Італії, у регіоні П'ємонт, метрополійне місто Турин.
Печетто-Торинезе розташоване на відстані близько 520 км на північний захід від Рима, 7 км на південний схід від Турина.
Населення — 3975 осіб (2014).

## Демографія
Населення за роками:

Станом на 1 січня 2023 року в муніципалітеті офіційно проживало 255 іноземців з 39 країн, серед них 105 громадян країн Євросоюзу та 4 громадяни України.

## Сусідні муніципалітети
- Камб'яно
- К'єрі
- Монкальєрі
- Піно-Торинезе
- Турин
- Трофарелло